# Kumogata Ike
Kumogata Ike är en sjö i Antarktis. Den ligger i Östantarktis. Norge gör anspråk på området.